# Quarkonium
En física de partícules, el quarkonium és el nom donat a un mesó sense sabor, el qual està constituït per un quark i el seu antiquark.
A causa de la gran massa del quark t, el toponium no existeix, ja que es produeix la desintegració del quark t mitjançant la interacció electrofeble abans que un estat d'enllaç es pugui formar. En general, quarkonium es refereix només a charmonium i bottomonium, i no a qualsevol dels més lleugers estats quark-antiquark. Aquest ús és pel fet que els quarks més lleugers (u, d i s) són molt menys massius que els quarks més pesants, de manera que l'estat físic realment vist en els experiments són barreges de mecànica quàntica dels estats de quarks lleugers. Les diferències en la massa, molt més gran entre els quark c i b i els quarks més lleugers, resulten en estats que estan ben definits en termes d'un parell quark-antiquark de sabor determinat.